# Orthia delecta
Orthia delecta är en fjärilsart som beskrevs av William Schaus 1911. Orthia delecta ingår i släktet Orthia och familjen nattflyn. Inga underarter finns listade i Catalogue of Life.